# 2014年のテレビ特別番組一覧
2014年のテレビ特別番組一覧 (2014ねんのテレビとくべつばんぐみいちらん)
本項では、2014年に日本国内で放送されたテレビの特別番組をまとめる。

## 単発特番
記事が立項されている番組、および、他年度を含めると通算2度以上放送されている番組に限定して記載する。

### 1月放送
- 2日 - 林先生の「痛快!生きざま大辞典」（TBS）※パイロット版
- 8日 - この恋で私は生まれた(TBS)[3]

### 2月放送
- 1日 - テレビ朝日開局55周年記念 超豪華!一夜限り!!バラエティ司会者芸人夢の共演スペシャル!!（テレビ朝日）[4]

### 4月放送
- 2日 - 第8地区(フジテレビ)[5]
- 7日 - 答えは動物が知っている(TBS)[6]
- 8日 - ハンゲキ（フジテレビ）

### 5月放送
- 10日 - 林先生が初耳だった! 1億人のお宝雑学15選(毎日放送)[7]
- 23日 - ドリームライブ2014 〜世界からのメッセージ〜(NHK総合)[8]
- 24日 - 映画「万能鑑定士Q　モナ・リザの瞳」公開記念 凛田莉子さえも知らない世界
- 28日 - 今だから言えるナイショ話(毎日放送)[9]

### 7月放送
- 7日 - Kisssssss!!(TBS)

### 8月放送
- 13日 - はに丸ジャーナル（NHK総合）
- 16日 - 世紀の巨大化大実験!（TBS）
- 30日 - ガールズポップス最前線! 〜今いちばんアツいアイドルたち2014・夏〜(NHK総合)

### 9月放送
- 26日 - カウントアップ 気になる数字を数えてみた（日本テレビ）
- 29日 - さんま&岡村祭り オトコってバカねSP（日本テレビ）

### 11月放送
- 9日（8日深夜） - 浦沢直樹の漫勉 シーズン0（NHK Eテレ）[10]

### 12月放送
- 29日
  - マツコとマツコ（日本テレビ）
  - 速報!有吉のお笑い大統領選挙2014（テレビ朝日）
- 31日
  - くりぃむVS林修!年越しクイズサバイバー（テレビ朝日）
  - 2014→2015 ツキたい人グランプリ〜ゆく年つく年〜（フジテレビ）

## 2回以上放送のシリーズ番組
※レギュラー化前の特番、打ち切り後の復活特番も扱っています。

### 1月放送
- 1日
  - 年の始めのハッとしてキャーな話 あの素晴らしいキャーをもう一度SP(関西テレビ)※総集編
  - にっぽん名曲遺産（テレビ朝日）[12]
  - 森田さんの絶景!初日の出!!（TBS）
  - 新春皇室特別番組 天皇ご一家 ふれあいの絆（テレビ東京）
  - 新春全日本なまりうたトーナメント 2014!（テレビ朝日）[13]
  - Happy 初春 半蔵門ライブ 2014（TOKYO MX）
  - 爆笑ヒットパレード2014（フジテレビ）
  - TOKYO MXクラシックコンサート2014（TOKYO MX）
  - 志村&所の戦うお正月2014（テレビ朝日・朝日放送）
  - 仲間由紀恵の蒼い地球8〜世界遺産を守る日本人〜（テレビ東京）
  - 第41回JALホノルルマラソン（TBS）[14]
  - さんタク（フジテレビ）
  - 新春!よしもと大爆笑2014（サンテレビ）[15]
  - 芸能人格付けチェック! これぞ真の一流品だ! 2014お正月スペシャル（朝日放送）
  - ジブリの風景〜高畑勲が描いた“日本”を訪ねて〜（BS日テレ）[16]
  - ジャイアンツV旅行inハワイSP（BS日テレ）
  - ウィーン・フィル・ニューイヤーコンサート2014（NHK Eテレ）
  - 群馬銀行創立80周年記念特別番組 ぐんまの歴史（群馬テレビ）[17]
  - BS朝日新春討論スペシャル 繁栄か!停滞か!いま、日本を考える2014[18]（BS朝日）
  - ドリーム東西ネタ合戦（TBS）[19]
  - たけし&所のゴルフ道場破り2014 〜新春!ガチンコ9番勝負〜(BSジャパン)[20]
  - 日本ツウ学院新春スペシャル（テレビ朝日）
  - 新・お台場政経塾（フジテレビ）[21]
- 2日
  - 決定!第22回FNSドキュメンタリー大賞（フジテレビ）
  - 伊勢神宮舞楽（東海テレビ）
  - お正月だよ!爆笑寄席2014〜吉本上方漫才〜（テレビ東京）
  - ご当地グルメ探偵団4〜怪人ゴリ面相の晩餐会〜 (長野朝日放送 / ANN中部5局ネット)[22]
  - 新春お好み将棋対局（NHK Eテレ）
  - 新春!お笑い名人寄席（テレビ東京）
  - ぜったい食べたい!極上肉の晩餐会（秋田朝日放送）[23]
  - 新春!オールよしもと初笑いスペシャルおもてなし漫才14連発&イリュージョンコメディ(朝日放送)
  - こいつぁ春から〜初芝居生中継〜 新歌舞伎座“東慶寺花だより”（NHK Eテレ）
  - 千原J&サバンナ高橋 さすらいのアラフォー兄さん3(朝日放送)[24]
  - 今、飛躍のとき 沖縄観光2014(琉球朝日放送)
  - ドッキリアワード2014（TBS）
  - 新春豪華どっきり祭り!3時間半スペシャル（フジテレビ）
  - 新春TV放談2014（NHK総合）
  - 志村&鶴瓶のあぶない交遊録2014（テレビ朝日）
  - 宮根のどないアングル 〜どうでもいい!?究極の三択 新年早々!ぶっちゃけトーク!!〜(関西テレビ)
  - 新春!芸人ブローカー〜東西暗躍スター夢の狂宴2014〜(関西テレビ)
  - お笑いバイアスロン2013(琉球朝日放送)[25]
- 3日
  - 新春クラシックスペシャル2014「モルダウ」「新世界」〜チェコの響き （朝日放送）
  - 新春お好み囲碁対局（NHK Eテレ）
  - 初笑い東西寄席（NHK総合）
  - QAB新春特番 オキトク2014 〜熱く語る若き リーダーたち〜(琉球朝日放送)
  - こたつDE嵐（フジテレビ）[26]
  - 演歌の花道2014新春スペシャル（テレビ東京）
  - Let's Go!!タイガースゴルフ 2014（サンテレビ）
  - 池上彰の2014 世界を見に行く〜緊迫したニュース現場から池上解説〜（テレビ東京）
  - 第57回NHKニューイヤーオペラコンサート（NHK Eテレ）
  - 中居のかけ算（フジテレビ）
  - チュートリアル&シャンプーハットのあの素晴しい愛をもう一度（朝日放送）[27]
- 4日
  - 本音激論!なかそね荘（日本テレビ）
  - 中部財界人新春サロン（中部日本放送）
  - 対決レストラン（テレビ朝日）
  - 新春トップアスリート頂上決戦!SHOW GUTSスポーツ2014（テレビ東京）
  - 鶴瓶・今田のイチバン新年会(関西テレビ)[28]
  - ケンコバ×陣内×たむけん 同期の桜PRESENTS 大切な女性おもてなしツアーinソウル(関西テレビ)
  - 高田純次・ザキヤマ・土屋アンナのテキトー旅in南の島（中京テレビ）
  - 『辻井伸行×東南アジア紀行』〜心を繋ぐメロディー〜(BSフジ)[29]
  - 芸能界特技王決定戦 TEPPEN2014（フジテレビ）[注 1][30]
  - 爆笑! 2014年こうなる宣言（関西テレビ）
  - 春一番!笑売繁盛（毎日放送）
  - 本物の恋人を見抜け!カップルハンター(関西テレビ)
- 5日
  - 関根&優香の笑うお正月2014（テレビ朝日）
  - 世界への挑戦状!!行け!ジャパンプライド2（朝日放送）[31]
  - 古代文明ミステリー たけしの新・世界七不思議大百科（テレビ東京）※総集編
  - 日本サッカー新時代〜2014年への旅〜（テレビ朝日）
  - 吉例扇町寄席新春すぺしゃるぅ（関西テレビ）
- 6日
  - THE・宣伝会議〜映画「ジャッジ!」を世の中に広めよう(フジテレビTWO)
  - うたうで!おどるで!THEカヴァ★コラTV（日本テレビ）[32]
  - 夫婦の決断2〜愛の買物レシピ〜（TBS）
  - 2014関西財界フォーラム（朝日放送）
- 8日
  - あなたはこうしてダマされる!最凶サギの手口ワースト10 第3弾（TBS）[注 2]
  - 今は役に立たないけど、いつか知っててよかったと思うやりかた大図鑑(フジテレビ)[33] バラエティ番組※プレ特番
- 11日 - 40＋1st NEW YEARS WORLD ROCK FESTIVAL(フジテレビ)
- 12日
  - ダイワハウススペシャル プロ野球オールスタースポーツフェスティバル（読売テレビ）
  - さんま・玉緒のお年玉あんたの夢をかなえたろかスペシャル（TBS）
- 13日
  - クイズ!北海道100年ニュース(NHK総合 / NHK札幌放送局)
  - 九州朝日放送創立60周年記念特別番組 あっぱれ!ニッポン国民遺産（九州朝日放送）[34]
- 15日 - 奥様はモンスター2（TBS）[注 2]
- 18日
  - HAYARIYAスペシャル 〜2014年ハヤリの大捜査線〜(中国放送)[35]
  - 2013サイトウ・キネン・フェスティバル松本オーケストラコンサート(BS朝日)
- 19日 - 推理せよ!迷Qポワロ（フジテレビ）[36]
- 21日
  - 全日本温泉宿アワード2014（フジテレビ）[注 3]
  - 林修先生の今やる!ハイスクール4人のスーパードクター達と対決スペシャル!!（テレビ朝日）
- 25日 - ビックリしちゃった新記録（日本テレビ）[2]
- 26日
  - 明石家さんまが本気であすにでも住みたい街を探す旅inニュージーランド（TBS）[注 4]
  - これが東北魂だ あの味をもう一度!気仙沼寿司物語（東北放送）[37]
  - 石川佳純 20歳 〜伝われ!この想い〜(テレビ東京)
  - フィギュア・スター 美の祭典 ICE GALA 2013 in イタリア(BS朝日)[38]
  - 白神山地世界自然遺産登録20周年記念特別番組 SHIRAKAMI SOUL(青森朝日放送)[39]

### 2月放送
- 2日 - 昭和平成ヒット商品全部見せます! その時、茶の間は動いた!2（テレビ東京）[注 5]
- 9日 - 都知事のことを池上彰と一緒に学びながら今夜決まる新知事に聞く!首都決戦2014〜東京都知事選挙開票速報(TOKYO MX、Youtube Live)[40]
- 11日
  - 第24回JNN共同制作番組 世界水族館ものがたり（テレビユー福島）[41]
  - 第28回民教協スペシャル 嗣治からの手紙〜画家は、なぜ戦争を描いたのか〜（RKB毎日放送/民間放送教育協会）
  - 東京一人暮らし2014（長野朝日放送、福島放送、新潟テレビ21、静岡朝日テレビ、北陸朝日放送）
  - 池上彰の長野-金沢 なるほど北陸新幹線（北陸朝日放送・長野朝日放送）[42]
- 15日
  - 冬こそ 名湯・秘湯でおもてなし 帰ってきた 絶景イケメン温泉（信越放送）[43]
  - 白い恋人 PARK AIR 2014(北海道テレビ放送)
- 16日 - ひつじオオカミ〜ネットにダマされるな!使える情報15連発〜（関西テレビ）[44][45]
- 22日 - ch223 〜music pinkiss〜 2014「アイドルから学べること」(静岡朝日テレビ)[46]
- 23日
  - 伝説飯4〜レジェめし〜語り継がれる最強グルメ列伝（テレビ西日本）[47]
  - 第9回全国手づくり楽器アイデアコンテスト（tvk) [48]
- 26日 - 実録!犯罪列島2014〜逗子ストーカー殺人事件の真実〜（TBS）[注 2]

### 3月放送
- 1日
  - 弾丸!桜大満喫ツアー!!in熊本〜ミスマリンちゃん御一行様〜（熊本県民テレビ)
  - 磁石とミスマリンちゃんが行く!熊本桜グルメでご接待ツアー（テレビ熊本)
  - 男女6人海物語・桜 〜沖縄で日本一早いお花見をしよう!〜（中京テレビ)
- 2日
  - 感動地球スペシャル 中川翔子のスリランカ 世界遺産と暮らす国（テレビ静岡）[49]
  - TOYOTA BIG AIR2014（北海道テレビ放送）
  - 桜を求めてミスマリンちゃんと2人旅〜福岡VS北海道おもてなしバトル〜（テレビ西日本)[50]
- 3日 - “桜”前線北上中!東京03角田とミスマリンちゃんが行く、海物語IN札幌（北海道テレビ放送)
- 4日 - 東洋水産R-1ぐらんぷり2014（関西テレビ・フジテレビ）[51]
- 7日 - 第37回日本アカデミー賞授賞式（日本テレビ）
- 8日 - 平成ノブシコブシの帰省なうスペシャル2014(北海道テレビ放送)
- 10日
  - 震災から3年 "明日へ"コンサート（NHK総合・BSプレミアム）[52]
  - スーパー海物語IN沖縄3桜バージョン ハマカーン&ミスマリンちゃんの”女子力UP”ツアー!!(朝日放送)
- 11日 - クイズ・ドレミファドン!〜1万人が選んだ最強ヒット曲ベスト300〜（フジテレビ）[注 3]
- 15日 - 第26回昭和新山国際雪合戦（北海道テレビ放送）
- 16日 - 会いたい!世界エンキョリ家族2（朝日放送）[53]
- 18日 - 日本テレビ開局60年記念番組 ビートたけしの超訳ルーヴル2014（日本テレビ）
- 22日
  - 福岡放送開局45周年記念番組FBS元気まつり 7時間30分全力生放送 〜45 未来（あした）へ〜（福岡放送）[54]
  - Eatrip 春待つ函館（北海道放送）[55]
- 23日
  - 臼澤みさき カナダへのありがとう（IBC岩手放送）[56]
  - 第6回沖縄国際映画祭!イケメン&美女続々登場スペシャル!(日本テレビ)
  - どうぶつランキンZOO（フジテレビ）[57]
- 25日 - ミタパン○○2014〜フジテレビ春フェス&ダイバーシティ2周年でお台場は大騒ぎ!SP〜（フジテレビ）
- 28日 - 世界遺産 "三大迷宮"ミステリーIII（テレビ東京）
- 29日
  - ミ社ラン(TBS)
  - 爆問!最強ドッキリ祭(TBS)
- 30日 - 天才リトル3（フジテレビ）
- 31日 - 全国警察追跡24時（日本テレビ）

### 4月放送
- 1日 - 日本全国 料理のプロが本当に通う店はドコ? 同じ穴の王様 グルメSP（日本テレビ）
- 2日
  - 一攫千金 賞金稼ぎゲーム 怪盗100面相 なりすまし賞金首を捕まえろ!（日本テレビ）
  - マサカっ!の実話SHOW（TBS）
- 3日 - あなたが聴きたい歌の4時間スペシャル（TBS）
- 6日
  - 世界の子供がSOS!THE★仕事人バンク マチャアキJAPAN（朝日放送）
  - 中居正広の超一流スポーツ選手20人が自分でスポーツ界のスクープ話しちゃいますSP!（テレビ朝日）[58]
- 9日 - 徳光和夫の感動再会"逢いたい"SP（TBS）
- 22日 - 所さんのニッポンの出番!（TBS）[59]

### 5月放送
- 3日
  - 憲法記念日特集「9条と集団的自衛権」(NHK総合)[60]
  - GW映画の大本命!テルマエ・ロマエIIをミルマエにミタマエ（フジテレビ）[注 6]
  - 広告大賞（フジテレビ）
  - Eテレシアター「Paco〜パコと魔法の絵本〜 fromガマ王子vsザリガニ魔人」(NHK Eテレ)[61]
  - 久本の芸能人 買い物バスツアー PART2(日本テレビ)[62]
- 6日
  - マチャアキの気になる研究所(TBS)[63]
  - 西日本8局特番「鉄道に恋して〜地域のシンボルであるために〜」（毎日放送・山陰放送・山陽放送・中国放送・テレビ山口・あいテレビ・テレビ高知・大分放送）
  - アイリッシュ・ダンス世界選手権inロンドン(テレビ東京)[64]
  - 第2回KRHチャンピオンシップ ゴルフ異種格闘杯(テレビ東京)[65]
- 8日 - おやすみ日本 眠いいね!（NHK総合）[66]
- 9日 - 珍日本セキララMAP(フジテレビ)[67]
- 10日 - さらば!あいまいな日本語よ もや語大辞典（東海テレビ）[68]
- 17日
  - IPPONスカウト（フジテレビ）[注 6]
  - 第1次さんま内閣!全国からこんな陳情が来てますスペシャル（関西テレビ）[69][注 1]
  - アジア交流音楽祭 Asian live image nouveau（テレビ神奈川）[70]
- 18日
  - ローカルヒーローが行く!!日本まるわかりご当地クイズ（テレビ静岡）[71]
  - 世界&日本が動いた!世紀の瞬間SP（テレビ朝日）[72]
  - J-WAVE TOKYO PIANO JAMBOREE supported by 宝山（BS朝日）[73]
  - NAONのYAON 2014 〜おんなだらけのROCK SHOW〜(BSプレミアム)[74]
- 20日 - IQサプリ最強スッキリペア大決定戦SP（フジテレビ）[注 3]
- 24日
  - 石川さんカーニバル2014（石川テレビ放送）[75]
  - 世界の凧の祭典2014（石川テレビ放送）[76]
- 25日 - 青木功 プロ人生50年 ゴルフレジェンドの夢（テレビ東京）[77]
- 31日 - 熱演!爆笑!歌舞伎の夢舞台 第37回「俳優祭」(NHK Eテレ）[78]

### 6月放送
- 1日
  - 第65回全国植樹祭にいがた2014（NHK総合）[79]
  - ビートたけしのいかがなもの会2（テレビ朝日）[80]
- 3日 - ヘンないきもの最新ランキング大発表SP(フジテレビ)[81][注 3]
- 7日
  - P&GpresentsFantasy on Ice 2014 in MAKUHARI（BS朝日）[82]
  - AKB48 第6回選抜総選挙 生放送SP（フジテレビ）
- 8日
  - ウマとニッポンと私(テレビ東京)[83]
  - 今夜大賞決定!YOSAKOIソーラン祭り2014THE FINAL（テレビ北海道）[84]
  - アジアぶらり旅 再発見!韓国&台湾（BS朝日）[85]※総集編
- 11日 - グッときた名場面ベスト55（日本テレビ）
- 15日
  - 大相撲 名勝負列伝 〜もう一度見たい!投票で選ぶ平成20番勝負(BS朝日)[86]
  - 坂上忍の勝たせてあげたいTV GI高松宮記念杯競輪(日本テレビ)
  - 自信を取り戻せ! 〜密着!第14回発毛日本一コンテスト〜(BS朝日)[87]
  - 富士通スペシャル 未来を拓け!若き科学者たちの挑戦 III(BS朝日)[88]
- 21日 - 中川翔子&いとうあさこも大興奮!ディズニー・オン・アイス「デア・トゥ・ドリーム」夢工場に潜入!(日本テレビ)[89]
- 22日
  - 地球環境大賞2014（フジテレビ）
  - ホノルル駅伝&音楽フェス2014(BS朝日)[90]
- 23日 - 世界1のSHOWタイム〜ギャラを決めるのはアナタ〜(日本テレビ)
- 26日 - ザ・ドキドキどっきり（フジテレビ）
- 27日 - 椎名誠のでっかい旅!ファイナル〜地球最大の火山島アイスランドの謎に迫る(フジテレビ)
- 28日
  - やりかた大図鑑 上手い謝罪会見＆写真誌取材(フジテレビ)
  - 修造学園16〜大切な人へ届け!心の授業〜（テレビ朝日）

### 7月放送
- 3日 - SASUKE2014（TBS）
- 5日 - ドリームマッチ2014夏祭り(TBS)
- 8日 - 楽園への道!JOIN ALIVE 直前スペシャル（北海道テレビ放送）[91][92]
- 12日
  - THE MUSIC DAY 音楽のちから(日本テレビ)
  - テレビ北海道開局25周年特別番組「PMF25回記念 オープニングコンサート」(テレビ北海道)[93]
  - ワタシの見たニッポン〜第55回 外国人による日本語弁論大会（NHK Eテレ）[94]
  - 被災地へとどけ 希望の舞〜羽生結弦の“花は咲く”〜（NHK総合）[95]
- 13日 - 世界がザワついた(秘)映像「ビートたけしの知らないニュース」（テレビ朝日）[96]
- 15日
  - ふくやスペシャル 走れ!山笠2014（九州朝日放送）
  - 東野・岡村の旅猿 プライベートでごめんなさい…SP カリブ海を巡る太陽とビーチと音楽の旅!!(日本テレビ)[97]
- 16日
  - 世界の怖い夜!（TBS）[注 2]
  - 住んでる人が見たい!世界の超!絶景ハウス2（テレビ東京）[98]
- 18日
  - JBナイツ（TwellV）[99]
  - 番組バカリズム2（NHK BSプレミアム)[100]
- 19日 - スタジオジブリ「思い出のマーニー」公開記念SP 北海道思い出発見ツアー（日本テレビ）
- 20日 - THE RECORDING くるり（NHK BSプレミアム）[101]
- 21日 - 宮根誠司と考える!2050年地球の未来 僕らがもっと豊かになるために（中京テレビ）
- 22日 - おしろツアーズ5 絶対行きたくなる!おもしろ名城旅（東海テレビ）[注 3]
- 23日 - 壮絶人生ドキュメント プロ野球選手の妻たち（TBS）[注 2]
- 25日 - 天神祭生中継2014（テレビ大阪）
- 26日
  - 生中継!TBC夏まつり2014〜KEEP ON!〜(東北放送)
  - 浴衣de漫才2014（関西テレビ）[102]
  - 第37回隅田川花火大会（テレビ東京）
- 26日、27日 - 武器はテレビ。SMAP×FNS27時間テレビ（フジテレビ）
- 27日
  - 黒柳徹子のユニセフ報告世界の子どもたちと歩んだ30年フィリピンの危機を緊急取材(テレビ朝日)[注 7]
  - さぁ、明日は月曜日（テレビ東京）※日曜ビッグバラエティの放送時間枠で放送。
- 29日 - マジック新世紀セロ 生放送SP(フジテレビ)[注 3]
- 31日 - 柳沢慎吾のわがままツアー2in函館（テレビ北海道）[103]

### 8月放送
- 1日
  - ワールド・ハピネス2014特番〜直前ニュース・SP〜（テレビ朝日）
  - 漫画家・井上雄彦が見たガウディの世界（テレビ朝日）[104]
  - アートアクアリウムステーションSP（テレビ朝日）
  - 音楽の日前夜祭 広島音楽村.TV（中国放送）[105]
- 2日 - 音楽の日（TBS）
- 3日 - ヒロシマのまわりで 2014年・春（中国放送）
- 6日
  - 2014年広島平和記念式典中継未来へ 語り継ぐあの日（中国放送）※同時刻同内容をNHK総合でも放送
  - 野球が好きなんじゃ〜広島復興とカープ誕生〜（中国放送）
- 7日 - 人類 未知なる宇宙に挑む（NHKBSプレミアム）[106]
- 8日 - アニメーションは虹色の夢を見る〜宮崎吾朗と米林宏昌の挑戦（NHK総合）
- 9日
  - 平成26年長崎平和祈念式典(NHK総合/NHK長崎)
  - 絶品すぎるグルメ街に天使すぎるMC降臨!夏はサカスで満腹SP(TBS)[107]
  - 第46回思い出のメロディー（NHK総合）
- 10日
  - ザ・スクープスペシャル「終戦69年特別企画 封印された“毒ガス戦"全真相」(テレビ朝日)[注 7]
  - プロ野球珍記録・好記録 2014前半戦(NHKBS1)
  - 鈴鹿8時耐ドキュメント-shu-nen-(CBCテレビ)[108]
  - 絶対笑者（NHK総合）前回は2013年5月6日、NHK番組たまご枠で放送
- 11日
  - 旧盆クイズバラエティ オキペディア(琉球放送)
  - 明日へ-支えあおう- カレンの復興カレンダー2014夏（NHK総合）[109]
- 12日 - 8.12日航機墜落30回目の夏生存者が今明かす“32分間の闘い”〜ボイスレコーダーの“新たな声”〜（フジテレビ）[注 3]
- 13日
  - 今年もやります!なわとびかっとび王選手権〜最新情報&あの感動をもう1度〜(NHKEテレ)
  - はに丸ジャーナル（NHK総合）
  - FNSうたの夏まつり2014（フジテレビ）
  - ゴジラ生誕60年・日本の特撮驚異の技（NHKBSプレミアム）
- 14日、15日 - ティーンズビデオ2014 〜第61回NHK杯全国高校放送コンテストより〜（NHKEテレ）7月24日収録
- 15日
  - 家、ついて行ってイイですか?（テレビ東京）
  - 全国戦没者追悼式(NHK総合、NHKワールド・プレミアム)
- 16日
  - 真夏のエコスペシャル水と緑の物語未来に残したいタカラモノ(九州朝日放送)
  - N響ミュージック・トゥモロー2014(NHK Eテレ)[110]
  - ヒバクシャからの手紙（NHK総合）
  - 稲川淳二の怪談グランプリ2014（関西テレビ）[111]
- 17日
  - スギるんです〜伊豆・箱根すぎる尽くしの旅〜（テレビ東京）
  - 池上彰の戦争を考えるSP第5弾〜悲劇を生み出した言葉〜（テレビ東京）[注 5]
  - 美浜海遊祭×SKE48ライブ 夏の乱（東海テレビ）[112]
- 19日 - 宇宙博2014（NHK総合）
- 20日 - 仕事ハッケン伝2014夏SP（NHK総合）
- 22日 - J-POPを駆け抜けた10年間 〜アンジェラ・アキ アーカイブス＆インタビュー〜（NHK総合）
- 23日
  - テレビ朝日・六本木ヒルズ夏祭り SUMMER STATION LIVE 5時間丸見せSP(テレ朝チャンネル1)[113]
  - 世界わんわんドキュ「ハリウッド Dog Actor」（NHKBSプレミアム）前回は「L.A. セレブDog」
  - オリンピックコンサート2014（NHKBSプレミアム）6月23日収録
  - 世界若返りツアーinシンガポール(福岡放送)[114]
  - 生中継 秋田大曲・全国花火競技大会2014（NHKBSプレミアム/NHK秋田）
- 24日 - 第27回全日本高校・大学ダンスフェスティバル（NHKEテレ/NHK大阪）[115]
- 25日 - 美ら海・美ら島シリーズ〜生命の循環〜（琉球放送）[116]
- 26日 - 青森ねぶた祭2014（NHKBSプレミアム）
- 30日
  - 懐かしの昭和メロディ（テレビ東京）
  - 伊福部昭の世界〜ゴジラを生んだ作曲家の軌跡〜（NHKEテレ）
- 30日、31日 - 24時間テレビ37 愛は地球を救う（日本テレビ）
- 31日 - さいはっけん!東海道物語とっておきの1枚大賞決定(NHKBSプレミアム)[117]

### 9月放送
- 3日 - Iwataniスペシャル鳥人間コンテスト2014（読売テレビ）
- 5日 - 緊急出動!逃走車を追え 交通警察 真夏の大捜査線（日本テレビ）
- 6日 - 有吉の夏休み2014密着100時間inハワイ（フジテレビ）[注 1][118]
- 12日 - ライオンスペシャル 高校生クイズ2014（日本テレビ）
- 14日 - 決定版 なるほど!オナマエ堂（テレビ西日本）
- 15日 - アフリカ大陸3,700km 爆走!ポンコツラーメン屋台2（テレビ東京）
- 28日 - マグロに賭けた男たち2014夏（テレビ朝日）

### 10月放送
- 8日 - リンカーン芸人大運動会2014（TBS）
- 13日 - キングオブコント2014（TBS）
- 23日
  - プロ野球ドラフト会議2014 supported by リポビタンD（TBS、スカイA）
  - ドラフト緊急生特番! お母さんありがとう 夢を追う親と子の壮絶人生ドキュメント(TBS)

### 11月放送
- 10日 - くりぃむしちゅーの!THE★レジェンド（日本テレビ）
- 11日 - 芸能人格付けチェック 大御所芸能人に品格はあるのか！？スペシャル（ABCテレビ）
- 20日 - ベストヒット歌謡祭2014（読売テレビ）
- 26日 - 日テレ系音楽の祭典 ベストアーティスト（日本テレビ）

### 12月放送
- 3日 - 2014 FNS歌謡祭（フジテレビ）
- 4日 - 第47回日本作詩大賞（テレビ東京）
- 14日 - THE MANZAI2014（フジテレビ）
- 20日 - 第47回日本有線大賞（TBS）
- 21日
  - FNN報道特別番組 今年のニュース決定版!2014（フジテレビ）
  - 大陸横断アドベンチャー!!巨大危険生物を捕獲せよ!（フジテレビ）
- 23日
  - サントリー1万人の第九 みんなに広がれ!よろこびのうた（毎日放送）
  - さんま&SMAP!美女と野獣のクリスマススペシャル2014（日本テレビ）
- 24日 - 明石家サンタの史上最大のクリスマスプレゼントショー2014（フジテレビ）
- 25日 - クリスマスの約束2014（TBS）
- 26日 - 爆笑問題の検索ちゃん芸人ちゃんネタ祭り実力派芸人大集合スペシャル（テレビ朝日）
- 28日 - 報道の日2014（TBS）
- 29日
  - 八方・今田のよしもと楽屋ニュース2014（朝日放送）
  - オールザッツ漫才2014（毎日放送）
- 30日
  - 第56回輝く!日本レコード大賞（TBS）
  - いろもん極（日本テレビ）
- 31日
  - 大みそか列島縦断LIVE景気満開テレビ2014（フジテレビ）
  - 全国おもしろニュースグランプリ（テレビ朝日）
  - 第65回NHK紅白歌合戦（NHK総合）
  - ゆく年くる年（NHK総合）
  - 第47回年忘れにっぽんの歌（テレビ東京）
  - 東急ジルベスターコンサート2014（テレビ東京）

### 1年間で複数回放送の特番
- 1月1日、7月26日、9月20日 - 歌いーな!（テレビ東京）
- 1月1日、7月26日[144] - クイズ!侍インザワールド（毎日放送）
- 1月1日・2日・3日・5日・11日・13日 - 松井愛莉の高校サッカー魂（日本テレビ / 民放43社[注 9]）
- 1月1日(5)、5月3日(6) - 木梨目線! 憲sunのHAWAII (BSフジ)
- 1月1日・2日 - NHKスペシャル シリーズ遷宮（NHK総合）[注 10]
- 1月1日、3月30日、7月5日、9月28日 - 元祖!大食い王決定戦（テレビ東京）
  - 6月21日（予選）、22日（本選） - 国別対抗!大食い世界一決定戦（テレビ東京）
- 1月2日・3日 - フルタ家の不思議なテレビ（NHK総合）[145]
- 1月2日、5月24日 - バンクルワセ（フジテレビ）
- 1月2日 - テレビ朝日開局55周年記念番組 とんねるずのスポーツ王は俺だ!15回記念5時間スペシャル（テレビ朝日）
  - 8月3日 - とんねるずのスポーツ王は俺だ!!2014真夏の決戦スペシャル1日丸ごと夏祭りデー（テレビ朝日）[146]
- 1月2日 - タイムスクープハンターお正月スペシャル（NHK総合）期間限定番組※
- 1月2日[147]、5月6日、8月26日[注 3] - アバケン(フジテレビ)
- 1月4日、4月4日、9月14日、11月30日 - ゴン中山&ザキヤマのキリトルTV（テレビ朝日）
- 1月4日、12月30日 - 所さんの楽しいゴルフ（テレビ東京）
- 1月4日(VII)、4月23日(VIII) - 嵐を呼ぶあぶない熟女（TBS）
- 1月4日、4月5日 - 秘密の王子様（フジテレビ）
- 1月4日、5月24日 - 欲しがり女子のマストバイ・リスト編集部(テレビ東京)
- 1月5日 - 時を旅するエレベーター〜今、逢いたい人〜（フジテレビ）
  - 5月31日 - 時旅エレベーター（フジテレビ）[148]
- 1月5日、4月29日[注 3]、9月23日[注 3] - 世界ベスト・オブ・映像ショー（フジテレビ）
- 1月5日、7月5日、12月30日 - ニッポン無名偉人伝（テレビ大阪）
- 1月5日、5月18日[注 5]、10月13日 - 完成!ドリームハウス（テレビ東京）
- 1月7日 - 設楽矢作の仲間になったらこうなった（TBS）[3]
  - 4月2日 - 設楽矢作のワロスタシー（TBS）[149]
- 1月7日 - 芸能人今でもスゴイ!懐かしの100人すべて見せます生放送SP（フジテレビ）[注 3]
  - 7月8日 - 今でもスゴい女性芸能人第2の人生すべて見せますSP(フジテレビ)[注 3]
- 1月8日(第1回)、3月28日(第2回)、9月26日(第三回) - 三村&有吉特番（テレビ朝日）[150]
- 1月9日、5月1日 - 大人気店でドッキリ!ありえない商品 売れる!?売れない!?（日本テレビ）
- 1月10日[3]、4月17日、7月11日、10月予定 - KAT-TUNの世界一タメになる旅!(TBS)
- 1月10日、5月9日 - 明石家さんまのコンプレッくすっ杯（朝日放送）[151]
- 1月11日、2月2日、3月2日、5月4日、6月15日、8月3日、10月26日… - 民謡魂ふるさとの唄（NHK総合）
- 1月11日、4月10日 - 芸能人夫婦入れ替え旅(テレビ朝日)
- 1月12日 - 2014お台場5539変わりまスペシャル!!（フジテレビ）[152]
- 1月12日、2月2日、3月2日、4月6日、5月3日、6月7日、14日、7月13日、8月2日、9月7日… - 福島をずっと見ているTV(NHK Eテレ)[153]
- 1月12日、3月9日、6月15日、9月14日、11月2日 - ひとくふう発見伝 元就。東広島外伝(中国放送)[154]
- 1月13日 - LIFE!〜人生に捧げるコント〜クイズ イカ大王を探せ!生放送スペシャル（NHK総合）バラエティ番組※
- 1月13日、12月28日予定 - 洋上の激闘!巨大マグロ戦争2014（テレビ東京）
- 1月14日、1月21日、1月28日 - オワライカスタム2〜あの定番ネタを映画化!?〜(関西テレビ)全3回、ツキギメ!として放送
- 1月14日、5月27日、10月28日 - 志村けんのバカ殿様（フジテレビ）[注 3]
- 1月18日、2月8日 - 2月22日（全4回）、手越祐也のJ☆BEST(日テレ)[155]
- 1月19日、2月16日、4月20日、6月29日、10月11日 - ―心の都へスペシャル― 千年の都 美の旅人（日本テレビ）
- 1月19日、3月29日、7月6日 - 感動!生活改革SP 愛する家族へサプライフ!（テレビ東京）[156]
- 1月22日[注 2]、8月6日[注 2] - 本日、開店します!（TBS）
- 1月25日、5月10日、9月13日 - ジャンクSPORTS（フジテレビ）[注 1]
- 1月26日[注 5] - 徳光&ピン子&ミッツのもしも突然芸能人が家族になったらどうなる?（テレビ東京）
- 1月28日、4月1日 - ペット大行進! ど〜ぶつくん（テレビ東京）
  - 10月7日 - どうぶつBANG!!（テレビ東京）
- 1月28日 - ビューティー・コロシアム特別版女性芸能人真剣ダイエットSP7（フジテレビ）[注 3]
- 1月29日[注 2] - ブラマヨ衝撃ファイル 世界のコワ〜イ女たち最恐トリプルアクセル 金メダル女は誰だSP（TBS）
- 1月31日、6月6日、11月14日 - 所でナンじゃこりゃ!?（テレビ東京）
- 2月2日、9月16日 - タカアンドトシのおねだり牛肉宅配便（中京テレビ）
- 2月2日、9日、16日、23日 - どうなる?どうする?資産運用2014(BS11)[157]
- 2月2日(6)[注 7]、4月20日(7)[注 7]、6月8日(8) - 路線バスで寄り道の旅（テレビ朝日）[注 7]
  - 8月3日[146]、8月10日[注 11]、8月17日[注 11] - 路線バスで寄り道の旅 徳さん&おかしな夫婦夏休みスペシャル
- 2月2日[注 12]、4月30日 - 超問クイズ! 真実か?ウソか?(日本テレビ)
- 2月5日[注 2]、8月31日 - 世界珍どうぶつ大図鑑 爆笑&仰天映像40連発（TBS）
- 2月6日、5月25日[注 12]、10月9日 - ありえない本当とウソを ミヤブレ!ジョーカー（日本テレビ）
- 2月7日、10月10日 - 有吉のバカだけど…ニュースはじめました（テレビ東京）[注 13]
- 2月8日、9月27日[注 14] - PEOPLE MAGNET TV（日本テレビ）[158]
- 2月10日、11日、12日、13日 - OVO-1実況グランプリ（フジテレビ）※関東ローカル、シルク・ドゥ・ソレイユダイハツオーヴォ
- 2月11日、5月6日、7月21日、8月18日… - Tokyoほっと情報(テレビ東京)[159]
- 2月11日(91) - 欽ちゃん&香取慎吾の全日本仮装大賞（日本テレビ）
- 2月16日、8月24日[注 5] - 秘境の地からやって来た!仰天ニッポン滞在記（テレビ東京）
- 2月18日、6月2日 - 玉の輿に乗ったのにその後どん底に落ちた女たちSP（テレビ朝日）
- 2月21日、3月28日、6月20日、9月19日、11月18日 - 仰天パニックシアター（テレビ東京）
- 2月23日、5月25日… - ニッポン こころの原風景を訪ねる 空から見た世界遺産（BS朝日）[160]
- 3月1日、5月31日 - おしゃべり異種格闘技 論破王（関西テレビ）[161]
- 3月4日 - 3月25日[162]、7月12日[163]、芸能人の私生活をのぞき見!クイズ!目線はダレ?（関西テレビ）[164]
- 3月8日 - 北海道朝まで生討論 情報と秘密〜特定秘密保護法と知る権利〜(北海道テレビ放送)[165]
  - 8月23日 - 北海道朝まで生討論 集団的自衛権と北海道（北海道テレビ放送）
- 3月9日 - マゼランの魂（テレビ東京）[166]
- 3月10日、8月3日… - Numer0n(フジテレビ)
- 3月14日、8月16日[注 7] - しくじり先生 俺みたいになるな!!(テレビ朝日)[167]
- 3月15日、7月28日、9月20日 - エンタの神様大爆笑の最強ネタ大連発SP（日本テレビ）
- 3月16日、23日 - なるみ・黒田の「もんくもん」（読売テレビ）[168]
- 3月18日 - 激闘大家族スペシャル34歳シングルマザーアタシ8人育てます!（TBS）
- 3月18日 - ぶっこみジャパニーズ（TBS）[169]
- 3月19日、8月13日、10月12日[注 5]、12月3日 - 世界の衝撃ストーリー（テレビ東京）
- 3月21日、12月27日 - 所さんの世界のビックリ村!〜こんなトコロになぜ?〜（テレビ東京）
- 3月21日、4月29日、7月21日、9月15日、 - 解説スタジアム（NHK総合）
- 3月22日、10月4日 - のどじまん ザ!ワールド（日本テレビ）
- 3月23日[注 5]、6月29日[注 5] - 世界の秘境で大発見!日本食堂（テレビ東京）
- 3月24日 - 第21回草彅 剛のがんばった大賞ドラマNG大放出スペシャル（フジテレビ）
  - 9月22日 - 草彅 剛のがんばった大賞
- 3月24日 - 好きになった人（日本テレビ）
- 3月25日 - 3月27日、8月19日 - 8月21日、人形劇 シャーロック・ホームズ（NHK総合）※パイロット版
- 3月25日、6月17日、12月2日 - 志村けんのだいじょうぶだぁスペシャル（フジテレビ）[注 3]
- 3月26日 - ぶっちゃけ告白TV!カミングアウト!〜結婚しなくても幸せな女たちSP〜（フジテレビ）
- 3月26日、5月9日[注 8]、6月17日[注 15]、7月5日、7月25日[注 8]、8月8日[注 8]、9月26日 - 新発見アートバラエティ『アーホ!』（フジテレビ）[170]
- 3月27日（4） - 予約殺到!スゴ腕の専門外来SP（毎日放送）
- 3月27日、9月3日[注 2] - 世界がビビる夜（TBS）
- 3月29日、6月28日…、ピンクス〜PINK!SS〜（静岡朝日テレビ）[171]
- 3月29日、10月4日 - オールスター感謝祭（TBS）
  - 3月29日 - オールスター感謝祭'14春 豪華プレゼント大放出!視聴者に大感謝SP
  - 3月29日 - ミッドナイト感謝祭!もってけダービー'14春(TBS)[172]
  - 9月29日 - オールスター感謝祭傑作選
  - 10月4日 - オールスター感謝祭'14秋 アノ話題の人がナマで大暴れSP
- 3月29日、7月27日、10月10日 - ウソのような本当の瞬間!30秒後に絶対見られるTV（テレビ東京）
- 3月29日、11月15日[注 1] - 世界法廷ミステリー（フジテレビ）
- 3月30日(8) - 北野演芸館〜たけしが本気で選んだ芸人大集結SP〜（毎日放送）
- 3月31日(11)、9月16日(12) - 世界の果ての日本人!〜ここが私の理想郷〜（TBS）
- 3月31日、10月2日、12月25日 - 名曲ベストヒット歌謡（テレビ東京）
- 4月1日[注 15]、7月29日[注 15] - そんなバカなマン(フジテレビ)[注 15]
- 4月2日(12)、10月3日(13) - 貧乏に負けるな!2男12女ワケアリ大家族奮闘記（テレビ東京）
- 4月3日、7月3日 - 戦え!Howマッチ（TBS）
- 4月5日、9月17日 - 今夜解禁!石橋貴明のスポーツ伝説…光と影（TBS）
- 4月5日、4月6日 - 池上彰のワールドニュース深読みスペシャル(Dlife)[173]
- 4月6日、8月8日8月24日 - 爆笑シャットアウト!（NHK総合）
- 4月6日 - 田舎に泊まろう!スゴイ田舎がありましたSP（テレビ東京）
- 4月7日、8月27日(ふなっしーからの挑戦状)、10月6日 - 宝探しアドベンチャー 謎解きバトルTORE!2時間SP(日本テレビ)
- 4月7日、7月13日、10月3日 - 沸騰ワード10（日本テレビ）
- 4月9日、7月10日(2) - 検索してはいけない(TBS)
- 4月9日、8月3日[注 12] - さまぁ〜ずのちょっとだけ変えてみよう!(日本テレビ)
- 4月11日[注 8]、6月25日 - ブッキングGP（フジテレビ）
- 4月13日 - ものまね紅白歌合戦!最強!春の新ネタ祭り（フジテレビ）
- 4月14日、8月4日 - 関ジャニ7（日本テレビ）※プラチナイト枠
- 4月18日、5月22日、6月29日、7月27日、9月28日… - 俺の地図帳〜地理メンBOYSが行く〜(読売テレビ)[174]
- 4月19日、10月3日、12月26日 - 性格ミエル研究所（フジテレビ）
- 4月19日、6月21日、8月27日 - 欽ちゃんの全国びっくり王!（NHK BSプレミアム）[175]
- 4月19日(17)、8月2日(18) - さんま&くりぃむの芸能界(秘)個人情報グランプリ（フジテレビ）[注 1]
- 4月21日(2)、9月15日(3) - 明石家さんまの転職DE天職（日本テレビ）[176]
- 4月28日 - 5月2日、もしも古代ローマ人がやって来たら（フジテレビ）
- 4月29日 - 5月2日、おいでよ!GWテレビ東京フェスティバル(テレビ東京)[177]
- 5月5日 - 5月17日、たけうっちF.C.（テレビ朝日）
- 5月9日(春)、8月29日（夏） - もてなしの国 もてなしの四季（NHKBSプレミアム）
- 5月12日、15日、16日 - エキキタのツボ(中国放送)[178]
- 5月17日、8月3日 - マカフシ（フジテレビ）[179]
- 5月25日、9月21日 - 世界で働くお父さん（テレビ東京）[注 5]
- 6月7日、8日 - 熱狂!YOSAKOI絶叫!ソーラン[180]（札幌テレビ放送）
- 6月19日 - 謝りたい人がいます。(TBS)
- 6月27日 - 世界の秘境で日本料理(TBS)[181]
- 7月2日、9日、16日、23日、30日、未来へつなぐシンフォニー バーンスタインが遺した音楽祭（北海道文化放送）全5回[182]
- 7月5日 - ニッポン無名偉人伝4〜内モンゴルの砂漠緑化に生涯をささげた日本人(テレビ大阪)[183]
- 7月8日 - 予告王（TBS）[184]
- 7月14日 - 8月29日、テレ朝夏祭りナビ（テレビ朝日）
  - 8月11日 - 8月14日、サマステHEADLINE（テレビ朝日）
- 7月25日(2014夏) - ウソかホントかわからない やりすぎ都市伝説スペシャル（テレビ東京）
- 7月27日、8月3日 - このマンガいいね!BSオススメ夜話(NHKBSプレミアム)[185]
- 7月28日 - 8月2日[注 6]、安藤優子とはっちぃの発見!お台場新大陸（フジテレビ）
- 7月28日、8月4日、11日 - まるナツ!2014 〜グラビアアイドルよ!夏の美浜でスクープを探せ!〜(東海テレビ)全3回[186]
- 8月2日 - トランスフォーマー祭(日テレ)
- 8月2日、3日 - TOKYO IDOL FESTIVAL 2014(BSスカパー!、フジテレビNEXT)
- 8月4日 - うわっ!ダマされた大賞（日本テレビ）
- 8月4日、8月5日
  - Q〜こどものための哲学〜(NHKEテレ)
  - TAKAHIROの「ダンス実験工房」(NHKEテレ)
- 8月4日 - 8月7日、楽しく打とう!囲碁ビギナーズ（NHKEテレ）全4回
- 8月7日、8日、9日 - わろてぃぃぃん!(関西テレビ)全3回[187][188]
- 8月12日、12月中旬 - こんにちは!動物の赤ちゃん☆2014（NHK総合）
- 8月13日、12月3日 - 最恐映像ノンストップ（テレビ東京）
- 8月13日、22日 - 青春ブレイクスルー（NHKBSプレミアム）
- 8月17日、24日 - 哲子の部屋（NHKEテレ）
- 8月20日、12月28日 おしえて!ガッカイ（NHK総合）
- 8月21日、12月26日 所さん 事件ですよ!（8月）、所さん 大変ですよ!（12月）（NHK総合）
- 8月26日 - 8月29日[注 8]、ハミテレって何だ?(フジテレビ)
- 10月6日 - 10月10日、2014秋ドラマ絶対に見たくな〜るTV（フジテレビ）全4回
- 10月7日、12月28日 - ヨロシクご検討ください（日本テレビ）

## レギュラー番組のスペシャル版

### NHK総合・NHK Eテレ
- 1月1日
  - おかあさんといっしょ お正月スペシャル（NHK Eテレ）
  - いないいないばあっ! お正月スペシャル（NHK Eテレ）
  - みいつけた! あけましておめでタイ!（NHK Eテレ）
  - すすめ!キッチン戦隊クックルンお正月スペシャル（NHK Eテレ）
  - 着信御礼!ケータイ大喜利お正月スペシャル（NHK総合）
- 1月2日
  - さわやか自然百景新春特集（NHK総合）
  - 特集・ごきげん歌謡笑劇団（NHK総合）
  - 100分de幸福論（NHK Eテレ）
- 1月3日
  - 突撃!アッとホーム新春スペシャル（NHK総合）
  - 歴史秘話ヒストリア新春スペシャル 官兵衛 戦国スゴロク!（NHK総合）
  - グレーテルのかまどスペシャル（NHK Eテレ）
- 1月4日 - あ〜幸せ♪うまいッ!ものだらけの新春スペシャル（NHK総合）
  - 8月15日 - 世界の絶賛〝うまいッ!”ニッポンのビール（NHK総合）
- 1月 - 伝えてピカッチスペシャル（NHK総合）
  - 9月15日 - 伝えてピカッチ 敬老の日スペシャル（NHK総合）
- 3月1日 - NHKのど自慢チャンピオン大会2014（NHK総合、ワールドプレミアム）
- 5月3日 - ひうらさとるのアジアで花咲け!なでしこたち「カンボジア 湖上の命に寄り添って」(NHK総合)地上波放送[189]
- 8月6日 - ダーウィンが来た! 〜生きもの新伝説〜SP「ミラクル・スピーシーズ いざ出発!新種発見の大冒険へ」※2014年1月3日午前にセレクション一挙再放送実施
- 5月18日 - おかあさんといっしょファミリーコンサート もじもじやしきからの挑戦状（NHK Eテレ）
- 8月9日
  - テストの花道「夏休み!体感!ニガテ解消スペシャル」（NHK Eテレ）
  - 青山ワンセグ開発夏の復活祭「EのはコレだZ -決勝-」（NHK Eテレ）
- 8月10日 - ひつじのショーンができるまで（NHKEテレ）
- 8月11日 - 鶴瓶の家族に乾杯スペシャル「竹内結子 ニューカレドニア」（NHK総合）
- 8月11日、12月27日 - 夜だけど…あさイチ（NHK総合）
- 8月13日 - さかなクンのギョギョ魚発見!東京湾スペシャル〜絶品!“江戸前”を食べつくそう〜（NHK総合）
- 8月18日 - 特ダネ!投稿DO画　夏のスペシャル2014（NHK総合）
- 8月19日 - マサカメTVびっくり映像満載!夏休みスペシャル(NHK総合)
- 8月25日 - NHK高校講座特別編 ビジネス基礎（NHK Eテレ）
- 8月30日 - 学ぼうBOSAIスペシャル 目指せ!防災レンジャー〜命を守れ〜（NHK Eテレ）
- 8月31日
  1. 趣味の園芸ラボ(NHKEテレ)
  2. 決定!こども囲碁名人 〜第35回少年少女囲碁大会〜(NHKEテレ)
- 9月1日 - 東北発☆未来塾防災の日スペシャル「アメリカ版復興のチカラ」（仮題。NHK Eテレ）
- 9月15日 - おかあさんといっしょスペシャルステージ2014 みんないっしょに!げんきいっぱい!ゴー!ゴー!ゴー!（NHK Eテレ）
- 11月16日 - おかあさんといっしょファミリーコンサート しゃぼんだまじょとないないランド（NHK Eテレ）[190]

### 日本テレビ・NNN・NNS系列
- 1月1日
  - 日本で一番早いお笑いバトル フットンダ王決定戦（中京テレビ）
  - 新春ZIP!4時間生放送バトル〜豪華お年玉をゲットせよ〜（日本テレビ）
  - 笑点 お正月だよ!大喜利祭り!（日本テレビ）
- 1月2日
  - 皇室日記新春スペシャル 〜天皇陛下80歳記念〜（日本テレビ）
  - 浜ちゃんが!!初夢SP 超豪華!!人生のご褒美ベスト3（読売テレビ）
- 1月3日 - ダウンタウンのガキの使いやあらへんで!! 絶対に笑ってはいけない地球防衛軍24時お見逃し&未公開一挙公開SP（日本テレビ）
- 1月4日 - 新春ミヤネ屋 天才!志村&宮根のだいじょうぶだぁSP（読売テレビ）
- 1月5日、4月13日 - 行列のできる法律相談所 さんまVS怒れる美女軍団SP（日本テレビ）
- 1月7日、2月11日、3月4日、4月1日、15日、5月20日、7月1日、8月19日、9月2日、30日 - 解決!ナイナイアンサー2時間SP（日本テレビ）
- 1月16日、4月3日、6月5日、7月10日、31日、9月18日、11月6日 - あのニュースで得する人損する人2時間スペシャル（日本テレビ）
- 1月25日 - たかじん追悼スペシャル そこまで逝って委員会（読売テレビ）
- 2月8日 - 読売テレビ開局55周年記念番組 遠くへ行きたい世界遺産SP〜京都へ!そして富士山へ!〜（読売テレビ）
- 2月15日 - パパモコモ!いつもママに任せっきりのパパが、きょうは育児全部やりますスペシャル!(日本テレビ)[注 14]
- 3月19日、8月6日 - ナカイの窓芸能人100人集結! 年収&恋愛&私生活 一斉調査SP（日本テレビ）
- 3月31日 - 有吉反省会2時間スペシャル（日本テレビ）
- 4月14日 - 月曜から夜ふかし 行楽シーズン直前!日本の大大大問題!一斉調査SP（日本テレビ）
- 5月3日 - シューイチプレゼンツこども展〜巨匠が描いたこどもたち!アート&グルメ満喫散歩（日本テレビ）
- 7月23日 - 真実解明バラエティ!トリックハンター新装開店!夏祭りSP（日本テレビ）※レギュラー初回
- 7月26日 - ZERO特別版 誰も知らないスタジオジブリ密着!「思い出のマーニー」ができるまで(日本テレビ)
- 8月10日
  - ハイ!STVです みる・みる・みらい夏スペシャル
  - 北海道観光大使・伊吹吾郎が行く!最北の大自然＜利尻礼文サロベツ＞の旅（札幌テレビ）
  - ZIP!スピンオフ ジブリ最新作「思い出のマーニー」秘密を探るイギリス絶景旅(日本テレビ)
- 10月4日 - ぶらり途中下車の旅秋の北海道2時間スペシャル（日本テレビ）
  - 12月20日 - ぶらり途中下車の旅 年末!京都2時間SP（日本テレビ）
- 12月27日 - 満天☆青空レストラン初海外!イタリアでうま〜い連発SP!（日本テレビ）
- 12月29日
  - Oha!4 NEWS LIVE年末拡大スペシャル〜ももクロと学ぶ「ニッポンの宿題」〜（日テレNEWS24）
  - スッキリ!!年末拡大スペシャル（日本テレビ）
  - 情報ライブ ミヤネ屋 石田家大豪邸で大反省会スペシャル（読売テレビ）

### テレビ朝日・ANN系列
- 1月1日 - やべっちFC〜日本サッカー応援宣言〜お正月SP2014（テレビ朝日）
- 1月2日
  - KAKOKU特別編（テレビ朝日）
  - 熱血!つり塾 お正月だョ!全員集合 2014(琉球朝日放送)
  - こきざみぷらす新春粟国島スペシャル〜むんじゅる娘に恋をして〜(琉球朝日放送)
- 1月2日-3日、新春お年玉スペシャル “おせち”もいいけど どうでしょうで相棒をサンドイッチしてみた[192](北海道テレビ)
- 1月3日
  - マツコ&有吉の怒り新党お正月スペシャル（テレビ朝日）
  - 海だよ!福だよ!笑だよ! 旅してゴメン特別編 冬の知多半島 ぐるりん巡り(メ〜テレ)
- 1月4日
  - アレはスゴイはず!?スペシャル（テレビ朝日）
  - 〜世界にひとつ〜ミラクルレシピ!新春・鍋スペシャル（テレビ朝日）
  - 夏目の定点観測&夏目と右腕新春スペシャル（テレビ朝日）
  - 新春ワールドプロレスリングスペシャル（テレビ朝日）
- 1月5日 - 報道ステーション SUNDAY新春拡大スペシャル（テレビ朝日）
- 1月6日 - だんくぼ・彩 今年は仲良くします!スペシャル!ワケあり美女と運気アップさせるわよツアー（テレビ朝日）
- 1月7日、3月11日、4月1日、5月27日、7月7日、8月12日(3H)、2月4日、25日、4月22日(2H) - たけしの健康エンターテインメント!みんなの家庭の医学2・3時間スペシャル（朝日放送）
- 1月11日、2月15日 - お願い!ランキングGOLD2時間スペシャル 大きなお世話TV（テレビ朝日）※特別編
  - 1月25日、3月1日、8日、22日、5月31日、6月7日、21日、28日、7月26日、8月9日 - お願い!ランキングGOLD2時間スペシャル
  - 4月26日 - お願い!ランキングGOLD言いにくいことをハッキリ言うTV2時間スペシャル（テレビ朝日）
- 1月15日、2月5日、12日、3月12日、4月23日、5月28日、7月30日(2H)、2月26日、3月30日、6月18日、7月2日(3H) - くりぃむクイズ ミラクル9 2・3時間スペシャル（テレビ朝日）
- 1月18日、2月8日、22日、3月8日、29日、4月5日、19日、5月3日、17日、6月14日、7月5日、8月2日、16日、9月6日 - 関ジャニの仕分け∞2時間スペシャル（テレビ朝日）
- 1月19日、26日、3月9日、23日、4月20日、5月4日、6月22日、7月27日、8月10日… - 大改造!!劇的ビフォーアフター 2時間スペシャル（朝日放送）
- 1月24日、3月28日、7月4日、8月15日 - 世界の村で発見!こんなところに日本人 3時間スペシャル（朝日放送）
- 3月24日 - ビートたけしのTVタックル 3時間スペシャル（テレビ朝日）
- 5月3日 - さまぁ〜ず×さまぁ〜ず特別編(テレビ朝日)
- 5月4日 - 喜劇が好き!舞台女優・黒柳徹子18年の記録(テレビ朝日)
  - 6月26日 - 出張!徹子の部屋パート7　夢トーク秘蔵映像スペシャル(テレビ朝日)
- 5月10日 - これぞ!ニッポン流!外国人も超ビックリ!?新幹線&デパ地下スペシャル（テレビ朝日）
  - 6月28日 - これぞ!ニッポン流! 外国人も超ビックリ!?こだわり抜く日本人の台所&道路SP(テレビ朝日)
  - 8月9日、16日 - これぞ!ニッポン流!1時間SP
- 5月24日 - 初めて○○やってみた 芸能人の赤ちゃんもスゴ技のプロもみんな初体験スペシャル(テレビ朝日)
  - 7月13日 - 初めて○○やってみた 国民が撮影した初めての瞬間映像一気に大放出スペシャル
- 5月31日、6月14日 - 女子流♪×テレ朝動画ちょい見せSP（テレビ朝日）
  - 7月27日 - 女子流♪真夏の固ゆで卵スペシャル(テレビ朝日)
- 5月31日 - 坂上忍の成長マン!!特別編（テレビ朝日）
  - 6月1日 - 日曜ゴールデン進出!!坂上忍の成長マン!!SP[193]
- 6月23日 - 中居正広のミになる図書館お金にまつわる号外スクープいただきます!3時間スペシャル!!(テレビ朝日)
  - 9月8日 - 中居正広のミになる図書館 本当は不動産屋さんが教えたくないウラ情報大暴露SP!!（テレビ朝日）
- 6月27日 - ありがとう江差線 〜イチオシ!特別編〜(北海道テレビ放送)[194]
- 7月12日 - 人生の楽園 特別編（テレビ朝日）
  - 8月2日 - 人生の楽園1時間SP（テレビ朝日）
- 7月26日 - ドラえもん知識王No.1決定戦!ワイルドカード出場者は誰だ!?超ガチンコ事前予選SP(テレビ朝日)
  - 8月1日 - ドラえもん知識王No.1決定戦（テレビ朝日）
  - 8月9日 - 映画「STAND BY ME ドラえもん」公開記念ドラ泣きの理由(テレビ朝日)
- 8月2日 - 若大将のゆうゆう散歩サマースペシャル(テレビ朝日)
- 8月3日
  1. お願い!モーニング（テレビ朝日）
  2. ジャニーズJr. 大集合 ガムシャラ Sexy 夏祭り!! 生中継SP（テレビ朝日）[146]
    - 8月16日 - ガムシャラSexy夏祭り!!スペシャル(テレビ朝日)
- 8月12日 - 怪しい情報を女性放送作家が体をはって潜入調査 紅リサーチ（テレビ朝日）
- 12月6日 - 渡辺篤史の建もの探訪 25周年スペシャル（テレビ朝日）

### TBS・JNN系列
- 1月1日 - なるほどプレゼンター!花咲かタイムズDX 〜元日から三重のいいとこ集めましたスペシャル〜(中部日本放送)
- 1月2日 - 新春!明石家電視台 シンシン新婚さんぎょーさんいらっしゃいSP（毎日放送）
- 1月3日
  - 城島健司のJ的な釣りテレビ うま年ですが今年もJ的にさかな年でお願いしますスペシャル!(RKB毎日放送)
  - すまいる大御殿新春スペシャル 午年だからう・ま・づ・く・し!(RKB毎日放送)
- 1月4日
  - 開運音楽堂年始SP（TBS）
  - 知っとこ!2014新春スペシャル（毎日放送）
  - せやねん!新春特別号 あの名物コーナーが帰ってきたよSP（毎日放送）
  - 王様のお年玉（TBS）
    - 8月16日 - 別冊!王様のブランチ（TBS）
- 1月5日
  - 時事放談新春全力SP（TBS）
  - 噂の!東京マガジン新春特大号（TBS）
  - 新春!女子アナの罰罰とプライドをかけた女の超ガチ正月決戦!（TBS）
  - 水野真紀の魔法のレストランR新春SP愛之助vs林先生〜2014年も話題の男たち〜（毎日放送）
- 1月7日 - Kiss My Fake新春SP（TBS）
- 1月10日(2.5H)、2月14日、28日、3月21日、4月4日、6月6日、27日、7月11日、8月15日(2H) - ぴったんこカン・カンSP（TBS）
- 1月10日、31日、3月28日、4月4日、6月20日(2H) - 中居正広のキンスマスペシャル（TBS）
- 1月11日、25日、2月8日、3月8日、4月26日、5月17日、24日、6月14日、28日、7月19日、26日 - ジョブチューン アノ職業のヒミツぶっちゃけます!SP（TBS）
- 1月14日 - ガチャガチャV6こんな所でとんでもなくムダな美人を発見SP（TBS）
- 2月28日 - 有田のヤラシイハナシSP(TBS)
- 3月7日 - 有吉ジャポン1時間スペシャル(TBS)
- 3月8日 - 世界・ふしぎ発見! フランス・イタリア恋愛の達人に学べ!恋で幸せになれるSP（TBS）
- 3月11日(1H) - Nスタみやぎ「東日本大震災-復興の現在地-」(東北放送)
- 4月16日 - 噂の現場直行ドキュメン ガンミ!!SPECIAL（TBS）
- 5月23日 - 爆報! THE フライデーSP（TBS）
- 6月11日 - 特大がっちりマンデー!!2014年上半期業界新聞儲かるトップニュースSP（TBS）[注 2]
- 7月9日(2H)
  - トコトン掘り下げ隊!生き物にサンキュー!!噛む力最強動物SP（TBS）
  - 水曜日のダウンタウンSP（TBS）
- 7月21日 - VOICEスペシャル 憤懣総本舗!〜放送600回、その後を追う〜（毎日放送）
- 8月13日 - イッポウスペシャル 異常気象〜伊勢湾台風に備えろ〜（CBCテレビ）[196]
- 8月16日 - バース・デイSP（TBS）
- 8月17日 - 真夏のおーくぼんぼん働く女の素顔密着SP(TBS)

### テレビ東京・TXN系列
- 1月4日 - ゴッドタンスペシャル 芸人マジ歌選手権（テレビ東京）
- 1月10日、2月14日、3月7日、4月4日、5月16日、6月20日、7月18日、8月29日、10月3日、11月21日、12月19日 - 所さんの学校では教えてくれないそこんトコロ!2時間スペシャル（テレビ東京）
- 1月25日 - たかじんNOマネーGOLD やしきたかじん最後の提言 大阪どうすんねん生放送SP（テレビ大阪）
- 2月15日 - 厳選!いい宿ナビスペシャル「冬の絶景・名湯秘湯スペシャル」（テレビ東京）
- 2月22日 - モーニングサテライトNYスペシャル 復活の巨人・アメリカ〜世界を揺らした300日（テレビ東京）
- 4月29日 - ピラメキーノ特別編 デカ盛りツアーin沖縄（テレビ東京）[198]
- 5月5日 - 2014スペシャル未来の主役 〜地球の子どもたち〜受け継ぐ夢のちから(TVQ九州放送)[199]
- 5月24日 - 美の巨人たち放送700回スペシャル 劇的空間!ローマ・ヴァチカン（テレビ東京）
- 6月21日、28日 - 特別開校!プリパラ スクール（テレビ東京、BSジャパン）[200]
- 8月10日 - 広告の番組スペシャル知っておきたいヒットの秘密（テレビ東京）
- 8月15日 - 人気急上昇ウォッチ〜今ご当地でコレが人気SP〜(テレビ東京)[201]
- 8月16日 - アニメ「バディファイト」真夏の激熱SP!! ふなっしーVSオカダ・カズチカ、最強はどっちだ?!（テレビ愛知）[202]
- 12月25日 - WBS年末スペシャル 池上彰参戦! 2015年 あなたと選ぶ道（テレビ東京）
- 12月27日 - 出没!アド街ック天国 年末年始は激安買い物 上野SPECIAL（テレビ東京）
- 12月30日 - 全国昼めし旅〜おがら村の昼めしグランプリ!〜（テレビ東京）

### フジテレビ・FNN・FNS系列
- 1月1日
  - ワイドナショーSP 全国版（フジテレビ）
  - キスマイBUSAIKU!?元日SP（フジテレビ）
- 1月2日
  - 皇室ご一家新春スペシャル2014（フジテレビ）
  - 日本全国ご自慢列島 ジマング新春SP（フジテレビ）
  - ウラマヨ!正月から景気ええで〜! 女心をつかんでウン億円社長さん お年玉大放出SP(関西テレビ)
- 1月3日 - よ〜いドン! お正月スペシャル（関西テレビ）
- 1月10日、4月18日、7月4日 - ペケ×ポン2時間スペシャル（フジテレビ）
- 2月5日、26日、4月2日、30日、7月2日 - おじゃマップ2時間スペシャル（フジテレビ）
- 3月31日 - 笑っていいとも!グランドフィナーレ 感謝の超特大号（フジテレビ）※最終回スペシャル
- 4月4日 - 久保みねヒャダこじらせナイト 全国のみなさま初めましてスペシャル（フジテレビ）
- 4月7日 - ひろいきのSP（フジテレビ）
- 4月28日(初回)、5月12日 - ジャネーノ!?教えてウワサの芸能人2時間スペシャル!!（フジテレビ）
- 6月15日 - 未来ロケット1時間スペシャル（フジテレビ）
- 6月26日 - 別冊ウマイハナシ〜日本ダービー回想録〜（フジテレビ）
- 7月6日 - ゲームセンターCX BONUS STAGE16(フジテレビ)地上波放送
- 7月7日 - 7月10日（全5回）、7月28日（総集編）、フジテレビ夏ドラマSPこの夏一番有名人が集まるバー(フジテレビ)
- 7月12日 - はやく起きた朝は…SP(フジテレビ)[注 6]
- 8月10日 - うつけもんフェス2014（フジテレビ）[206]
- 8月16日 - 国分くんちのバレーWGPに夢中!（フジテレビ）

### クロスネット局・トリプルクロスネット局・独立局・BS・CS
- 1月1日
  - キンシオ 年またぎスペシャル〜新年がもうそこまできているらしいですよ(テレビ神奈川)
  - みぶりてれび 新春スペシャル(テレビ神奈川)
  - 奈良!そこが知りたい 新春特番「やまとぢからで奈良を元気に!」(奈良テレビ)[207]
  - Disco Train New Year Special(TOKYO MX)[208]
  - TAKARAZUKA Cafe break新春スペシャル「我が心のタカラヅカ〜名脇役(バイプレイヤー)が語る100周年への想い〜」(TOKYO MX)
- 1月1日 - ゲームセンターCX 有野の挑戦in武道館（フジテレビONE スポーツ・バラエティ）
  - 12月31日 - ゲームセンターCX 「2014年を15分でふりかえよう」（フジテレビONE）
- 1月2日、3日 - 熱血BO-SO TV PRESENTS リッキーのローカル鉄道オタク旅 SEASON8 小湊鉄道総集編（千葉テレビ放送）
  - 12月31日 - 熱血BO-SO TV PRESENTS ちばキャラ運動会 MVPと行くごほうびツアー（千葉テレビ放送）
- 1月2日、3日 - 東北魂TV 2014新春コントSP（BSフジ）
  - 8月17日 - 東北魂TV 復興支援スペシャル LIVE2014 inお台場（BSフジ）
- 1月2日
  - 檀れい名匠の里紀行〜絢爛!京都新春スペシャル!錦織と京焼…美と食に秘められた伝統の技〜(BS日テレ)
  - 新春!!2014年ももクロSPデー 爆笑!!かるた取り&書き初め&3大コンサート&名場面一挙大放送(テレ朝チャンネル1)
- 1月3日 - 新春恒例痛快パチンコ天国（奈良テレビ）
- 1月4日 - 恋するドライブ1時間スペシャル(BS朝日)[209]
- 1月4日 - 極上空間 小さいクルマ、大きな未来。〜新春1時間拡大SP!世界と戦うアスリートたち〜（BS朝日）
  - 3月29日 - 極上空間 小さいクルマ、大きな未来。春の特別編!!もう一度見たい&未公開トーク大放出SP（BS朝日）
- 1月5日 - コロッケ千夜一夜スペシャル〜そうだ、コロッケと行こう(BS日テレ)
- 1月6日 - 歌謡プレミアム特別版 天童よしみ&冬に聴きたい名曲選2時間SP（BS日テレ）
  - 2月3日 - 歌謡プレミアム特別版 八代亜紀2時間SP（BS日テレ）
  - 3月3日 - 歌謡プレミアム特別版 都はるみ2時間SP（BS日テレ）
  - 4月7日 - 歌謡プレミアム特別版 由紀さおり2時間SP（BS日テレ）
  - 5月5日 - 歌謡プレミアム特別版 名作リクエスト2時間SP（BS日テレ）
  - 6月2日 - 歌謡プレミアム特別版 細川たかし2時間SP（BS日テレ）
  - 7月7日 - 歌謡プレミアム特別版 美空ひばり2時間SP（BS日テレ）
  - 8月4日 - 歌謡プレミアム特別版 千昌夫2時間SP（BS日テレ）
  - 9月1日 - 歌謡プレミアム特別版 堀内孝雄2時間SP（BS日テレ）
  - 10月6日 - 歌謡プレミアム特別版（BS日テレ）
  - 11月3日 - 歌謡プレミアム特別版 海援隊2時間SP（BS日テレ）
  - 12月1日 - 歌謡プレミアム特別版 吉幾三2時間SP（BS日テレ）
- 1月9日 - 世界温泉遺産〜神秘の力を訪ねて〜2時間SP 世界遺産から日帰りで行ける神秘の湯を訪ねてVol.2（BS日テレ）
  - 2月6日 - 世界温泉遺産2時間SP 人気鉄道で行く 台湾1周"絶景と湯けむり"満載の旅!!（BS日テレ）
  - 3月6日 - 世界温泉遺産2時間SP ピレネー山脈の恩恵! ヨーロッパ絶景（BS日テレ）
- 1月10日 - ぶらぶら美術・博物館スペシャル 世界遺産から西洋の名画まで!日本のアート名所めぐり〜京都・比叡山延暦寺、写実の殿堂・ホキ美術館、笠間日動美術館〜 （BS日テレ）※総集編
  - 3月7日 - ぶらぶら美術・博物館スペシャル 冬の京都へ! 特別公開と穴場をめぐる大人旅〜東寺の曼茶羅と俵屋宗達の名画〜（BS日テレ）
  - 9月5日 - ぶらぶら美術・博物館スペシャル 夏の京都へ! 世界遺産・国宝をめぐる極旅〜小堀遠州の庭から光源氏ゆかりの仏像 若冲 金閣寺の障壁画まで〜（BS日テレ）
- 1月18日 - らくらくゴーゴー! 生志・白酒の二人会（日テレプラス）※9月20日に完全版として放送。
  - 5月4日 - らくらくゴーゴー! 喬太郎・彦いちの二人会（日テレプラス）
  - 5月4日 - らくらくゴーゴー! たい平・遊雀の二人会（日テレプラス）※完全版
  - 5月4日 - 贅沢な落語会 日テレプラス らくらくゴーゴー!スペシャル（日テレプラス）
  - 9月20日 - らくらくゴーゴー! 白鳥・文左衛門の二人会（日テレプラス）
- 1月 - 日本名曲アルバム お正月3時間SP〜後世に残したい名曲熱唱50選（BS-TBS）
  - 3月か4月頃 - 日本名曲アルバム 春の2時間SP〜後世に残したい名曲熱唱30選（BS-TBS）
  - 9月9日 - 日本名曲アルバム 秋の2時間SP〜後世に残したい名曲熱唱30選（BS-TBS）
  - 10月7日 - 日本名曲アルバム 秋の2時間SP（BS-TBS）
  - 11月4日 - 日本名曲アルバムSP（BS-TBS）
- 2月1日 - 岡崎五朗のスズキ・ハスラーでいこう!(テレビ神奈川)
- 2月5日 - 昭和偉人伝2時間スペシャル 安藤百福（BS朝日）
- 2月5日 - 世界水紀行スペシャル アジア縦断四千キロ〜母なる大河メコンを行く〜（BS日テレ）
  - 3月5日 - 世界水紀行スペシャル 人気列車で巡る世界遺産と水の絶景〜フランス スイス ノルウェー〜（BS日テレ）
  - 8月6日 - 世界水紀行スペシャル アメリカ音楽の源流を訪ねて 大河ミシシッピ3800キロを行く（BS日テレ）
- 2月9日 - 鉄道・絶景の旅スペシャル 東京から九州最南端へ! 絶景列車乗り継ぎの旅（BS朝日）
  - 3月9日 - 鉄道・絶景の旅スペシャル ドイツからヨーロッパ最北の駅へ… 絶景列車で巡る世界遺産と欧州の冬景色!（BS朝日）
  - 7月13日 - 鉄道・絶景の旅スペシャル ヨーロッパからアフリカ・サハラ砂漠へ… 世界遺産と伝統の美味をめぐる旅（BS朝日）
- 2月16日 - 映像歳時記2時間スペシャル 〜旧暦が奏でる日本の美 冬編〜（BS朝日）
- 3月4日 - 昭和は輝いていた2時間スペシャル アジアの歌姫 テレサ・テン（BSジャパン）
  - 3月7日 - 昭和は輝いていた2時間スペシャル フーテンの寅さん（BSジャパン）※再構成
  - 11月5日 - 昭和は輝いていた2時間スペシャル 古賀政男（BSジャパン）
- 3月23日 - 新・みんなの鉄道 寝台特急あけぼの定期運用ラストラン（フジテレビONE）
- 5月6日 - カリスmama親子でワイワイ全国デコ弁選手権!(NHK BSプレミアム)[210]
- 5月18日 - 旅するハイビジョン 全国百線鉄道の旅 甦れ!東北の鉄路2014（BSフジ）
  - 7月13日 - 旅するハイビジョン 全国百線鉄道の旅スペシャル 四国霊場開創1200年 鉄道遍路旅（BSフジ）※前編
  - 11月2日 - 旅するハイビジョン 全国百線鉄道の旅スペシャル 四国霊場開創1200年 鉄道遍路旅（BSフジ）※後編
- 6月2日 - 世界一周 魅惑の鉄道紀行 一生に一度は行きたいスペシャル! 世界の絶景からパワースポット!チベット鉄道まで全て見せます（BS-TBS）
  - 8月4日 - 世界一周 魅惑の鉄道紀行スペシャル カナダ トロント〜プリンスエドワード島 赤毛のアンのふるさとへ 大自然に癒されたい!（BS-TBS）
  - 9月1日 - 世界一周 魅惑の鉄道紀行スペシャル ロンドン・パリ・ニューヨーク ロンドン発・日帰りで行く! 映画で巡る三都物語（BS-TBS）
  - 11月3日 - 世界一周 魅惑の鉄道紀行スペシャル（BS-TBS）
- 6月3日 - 知られざる物語 京都1200年の旅2時間スペシャル「銀閣寺・哲学の道と京の坂道」（BS朝日）
  - 9月2日 - 知られざる物語 京都1200年の旅 市川猿之助が歩く 京都国立博物館と国宝の寺2時間スペシャル（BS朝日）
- 6月5日 - 路面電車で行く 世界各街停車の旅 フランダースの犬と運河の街 ベルギーの古都 ベルギー アントワープとゲント（BSフジ）
  - 12月4日 - 路面電車で行く 世界各街停車の旅 クリスマスと音楽の街 ドイツ・ドレステンSP（BSフジ）
- 6月6日 - エコの作法 〜明日の美しい生き方へ〜2時間スペシャル「焦がれる×熊野古道」（BS朝日）
- 7月3日 - 日本の名曲 人生、歌がある3時間スペシャル!美空ひばり&思い出の昭和メロディー全36曲（BS朝日）
  - 9月3日 - 日本の名曲 人生、歌がある3時間スペシャル!セレクションIII 歌い継がれる昭和・平成歌謡32曲（BS朝日）
- 7月7日
  - 湯のまち放浪記2時間スペシャル 北海道&九州 美人女将 名物女将に会いたい!（BS-TBS）
  - 世界の船旅2時間スペシャル 大自然のパワーを満喫! ハワイ4島&南極大陸大冒険（BS朝日）
- 7月27日 - カンニングのDAI安☆吉日!10周年!お台場新大陸においでよ!生放送SP（BSフジ）[211]
- 9月2日 - 日本の旬を行く! 路線バスの旅「八戸から日本海を目指す 青森横断300キロ」2時間スペシャル（BS-TBS）
- 9月28日 - ナイツ&ニッチェのお宝調査隊が行く!（千葉テレビ放送）
- 10月6日 - 素晴らしき日本鉄道の旅2時間スペシャル（BS-TBS）※初回
  - 12月1日 - 素晴らしき日本鉄道の旅2時間スペシャル（BS-TBS）
- 10月7日 - 空から日本を見てみよう+SP 山梨県 甲府盆地（BSジャパン）
- 10月10日 - あなたの歌謡リクエストスペシャル（BSフジ）※初回
  - 12月5日 - あなたの歌謡リクエスト 熱唱!師走のうた祭り2時間拡大スペシャル（BSフジ）
- 10月28日 - AKB観光大使グアムスペシャル（フジテレビONE）
- 12月1日、7日 - 吉田類の酒場放浪記忘年会スペシャル（BS-TBS）
  - 12月31日 - 年またぎ酒場放浪記（BS-TBS）